# Tim de Troyer
Tim De Troyer (Alost, 11 de agosto de 1990) es un ciclista belga.

## Palmarés
2011 (como amateur)
- Gran Premio Criquielion

2015
- Tour de Finisterre[1]